# 서문시장 축제
서문시장 축제(한국 한자: 西門市場 - 大祝祭)는 대한민국 대구의 서문시장에서 매년 열리는 문화 행사이다. 이 축제는 보통 10월에 열리며, 서문시장 상인회가 시장의 활성화와 문화유산을 기념하기 위해 주최한다.

## 개요
서문시장 축제는 2001년에 처음 개최되었으며, 서문시장을 세계적인 만남의 장소로 홍보하고 지역 경제 성장을 지원하기 위한 목적으로 시작되었다. 이 행사는 조선시대 3대 시장 중 하나였던 서문시장의 전통을 현대적으로 계승한 것이다.
축제에는 한국 전통 공연, 라이브 콘서트, 퍼레이드 등 한국과 국제 문화를 기념하는 다양한 문화 및 엔터테인먼트 행사가 포함된다. 또한 시장 체험 및 문화 체험을 위한 특별 존이 마련되어 방문객들이 전통 놀이에 참여하고 서문시장의 다양한 먹거리를 탐험할 수 있다.

## 축제 행사
축제는 지역 주민과 관광객을 모두 끌어들이는 다양한 활동들로 구성되어 있다. 주요 행사로는 다음과 같다:
- 상인 퍼레이드 및 전통 민속 공연: 전통 한국 음악가와 무용수들이 "풍물" 악단과 함께 시장을 따라 활기찬 퍼레이드를 이끈다.
- 팔씨름 대회 및 노래 자랑: 참가자들이 팔씨름과 노래 경연 대회에서 실력을 겨루며, "밴드 배틀" 무대 공연도 진행된다.
- 버스킹 콘서트: 서문 야시장을 포함한 시장 여러 장소에서 버스커들이 라이브 음악 공연을 선보인다.
- 음식 및 음료 부스: "치맥" 행사로 알려진 치킨과 맥주 이벤트가 열리며, 저렴한 가격으로 지역 별미를 제공한다.
- 문화 패션쇼: 한복을 포함한 전통 및 현대 한국 패션을 선보이는 패션쇼가 열린다.
- 참여형 프로그램: 방문객들이 상인 복장을 입어보고, 전통 한국 공예를 배우며, 역사적인 재연에 참여할 수 있는 부스가 마련된다.

## 최근 축제 하이라이트
제19회 서문시장 축제는 2019년 10월 3일부터 5일까지 "청년 상생의 장이 열리다"라는 주제로 열렸다. 이 축제는 많은 방문객을 끌어들이며 지역 문화를 홍보하고 시장의 경제 활동을 촉진하는 데 성공적이었다. 2024년에는 버스킹 콘서트와 "나는 가수다!"라는 타이틀의 재능 쇼와 같은 현대적인 요소가 추가되어 젊은 세대를 사로잡았다.